# Eucidaris tribuloides
Eucidaris tribuloides, popularmente conhecida como ouriço-satélite, é uma espécie de equinoide onívora com ampla distribuição em águas tropicais e subtropicais do Oceano Atlântico.

## Distribuição geográfica
E. tribuloides está distribuída por ambos os lados do Oceano Atlântico. No lado ocidental, ocorre desde o Cabo Hatteras, na Carolina do Norte, EUA, até o estado do Rio de Janeiro, no Brasil. É muito comum nos mares caribenhos também.  No lado oriental, na costa ocidental africana, ocorre nas Ilhas de Cabo Verde, no Golfo da Guiné e na Ilha da Ascensão. É considerada espécie invasora no mar Mediterrâneo.

## Morfologia
Carapaça globular, levemente achatada na direção oral-aboral. Espinhos primários espessos e cilíndricos, de
tamanho médio, com a extremidade formada por uma pequena coroa de dentículos esbranquiçados e com as pontas levemente pintadas de marrom, em indivíduos adultos, e em jovens, com bandas alternadas brancas e castanho-avermelhadas. Muitas vezes estes espinhos possuem briozoários, algas e outros animais incrustantes ao seu
redor. Os espinhos secundários são bastante comprimidos, bem menores que os espinhos primários e situados ao redor destes.
Os espinhos secundários também são encontrados na região do periprocto e do perístoma. Os espinhos não são cobertos por tecido.  As cinco zonas ambulacrais são levemente sinuosas e ladeadas por espinhos secundários. A região interambulacral é formada por duas fileiras de nove espinhos primários cada uma. As pedicelárias globíferas podem ser observadas na região do perístoma. Seus órgãos reprodutivos (ou gônadas) são estruturas discretas e se
desenvolvem como ácinos ou túbulos – compostos por um epitélio germinal, tecido
muscular, tecido conectivo e peritônio – levemente fusionados e suspensos por um
mesentério no interior da cavidade do celoma.

## Ecologia
E. tribuloides é uma cidarídea de águas tropicais a subtropicais do Oceano Atlântico. — Habitat — E. tribuloides é epibentônica e subtidal, habita os tapetes de ervas marinhas, os fundos rochosos, as fendas, lagoas de fundo e zonas de rebordo, as areias e cascalhos, de recifes e atóis, usando seus espinhos primários para se mover e se ancorar sob as rochas ou em fendas. Ouriços-do-mar são fundamentais para a teia trófica dos ecossistemas que habitam, como predadores e presas de diversos animais. A oscilação em sua população é um importante indicativo ecológico das mudanças na abundância de peixes e invertebrados carnívoros, seus predadores. — Hábitos alimentares — ouriços-do-mar são vorazes e a biomassa de sua população pode causar mudanças significativas na comunidade bentônica por meio da predação e da bioerosão do substrato calcificado. O ouriço-satélide é um onívoro bentônico, de hábito noturno, permace ancorado durante o dia, para forragear à noite, sem se afastar muito de sua localidade. E. tribuloides alimenta-se das algas marinhas, detritos orgânicos e, principalmente, dos invertrebados incrustrados, como poliquetas, esponjas e crinóides, que raspa das rochas e outros substratos com sua estrutura bucal especializada (lanterna de Aristóteles). — Reprodução — a reprodução de E. tribuloides é influênciada pelas estações climáticas, ciclos do sol e da lua.